# فیلگرتسهوفن
فیلگرتسهوفن (به آلمانی: Vilgertshofen) یک شهر در آلمان است که در بایرن واقع شده‌است.

## خصوصیات
فیلگرتسهوفن ۲۷٫۱۴ کیلومترمربع مساحت دارد ۷۱۴ متر بالاتر از سطح دریا واقع شده‌است.